# Cid Campos
Cid Campos (Florianópolis, 29 de março de 1893 — ?) foi um advogado e político brasileiro.
Filho de Leonardo José de Campos Júnior e de Cândida de Oliveira Campos.
Bacharel em direito pela Faculdade de Direito do Rio de Janeiro, em 1916.
Foi deputado à Assembleia Legislativa de Santa Catarina na 10ª legislatura (1919 — 1921) e na 11ª legislatura (1922 — 1924).
Foi deputado à Assembleia Legislativa de Santa Catarina na 1ª legislatura (1935 — 1937).